# 카리오카르 글라브룸
카리오카르 글라브룸(학명: Caryocar glabrum)은 카리오카르과에 속하는 나무 종이다. 원산지는 남아메리카이다.

## 화합물
다이하이드로아이소쿠마린 글루코사이드는 카리오카르 글라브룸(C. glabrum)에서 발견된다.